# Colón (provincie)
Colón is een provincie van Panama, gelegen in het noorden van het land aan de Caribische Zee. De hoofdstad is de gelijknamige stad Colón.
De provincie heeft 241.928 inwoners (2010) die wonen op een oppervlakte van 4575 km².

## Economie
De economie van de provincie is van oudsher op handel gericht. De Colón-vrijhandelszone nabij de ingang van het Panamakanaal speelt daarbij een belangrijke rol.
Ook het toerisme draagt bij aan de economie van de provincie. Toeristische trekpleisters zijn onder meer de koraalriffen voor de kust en de regenwouden.

## Districten
De provincie bestaat uit vijf gemeenten (distrito); achter elk district de hoofdplaats (cabecera):
- Colón (Ciudad de Colón)
- Chagres (Nuevo Chagres)
- Donoso (Miguel de la Borda)
- Portobelo (Portobelo)
- Santa Isabel (Palenque)

## Steden in provincie Colón
- Cativá
- Colón
- Cristobál
- Miguel de la Borda
- Nuevo Chagres
- Portobelo
- Santa Isabel

Bocas del Toro · Chiriquí · Coclé · Colón · Darién · Herrera · Los Santos · Panamá · Panamá Oeste · Veraguas